# UTC−10:30
Az UTC–10:30 egy időeltolódás, amely tíz és fél órával volt hátrébb a greenwichi középidőtől (GMT). Jelenleg egy terület sem használja.

## Korábban alap időzónaként használó területek (egész évben)

### Észak-Amerika
- Egyesült Államok
  -  Hawaii

## Az egykori időzóna története
Ebben az időeltolódásban csupán egy időzóna volt. Hawaii 1896-tól 1947-ig használta alap időzónaként, aztán az állam lakosai az GMT−10:00-t kezdték használni, amely később UTC–10:00-ra változott.

## Fordítás
Ez a szócikk részben vagy egészben  az   UTC−10:30 című angol Wikipédia-szócikk fordításán alapul.  Az eredeti cikk szerkesztőit annak laptörténete sorolja fel. Ez a jelzés csupán a megfogalmazás eredetét és a szerzői jogokat jelzi, nem szolgál a cikkben szereplő információk forrásmegjelöléseként.